# Mallet (locomotora)

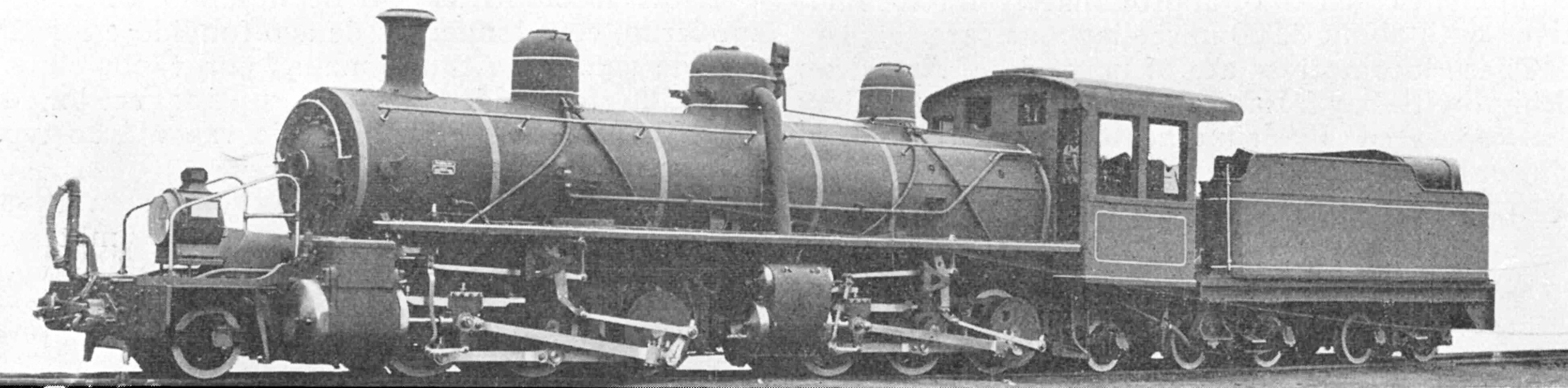
Locomotora Mallet 2-6-6-2 construida por ALCO para los Ferrocarriles Serbios

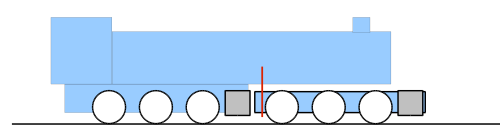
Diagrama del sistema de articulación de Mallet

La locomotora Mallet es un tipo de locomotora articulada, inventada por el ingeniero suizo Anatole Mallet.
En las locomotoras Mallet, hay dos bogies motorizados. El trasero está fijo al cuerpo principal y la caldera, mientras que el delantero está unido a aquel mediante una bisagra, de tal forma que puede moverse hacia los costados. La parte delantera de la caldera descansa en el bogie delantero mediante un cojinete de deslizamiento.

## Sistema compuesto

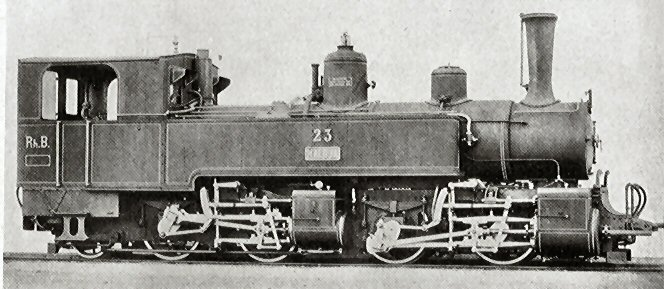
Una locomotora tanque Mallet 0-4-4-0 europea típica, de trocha angosta, para ferrocarriles de montaña (en este caso, el Ferrocarril Rético (RhB) en Suiza)

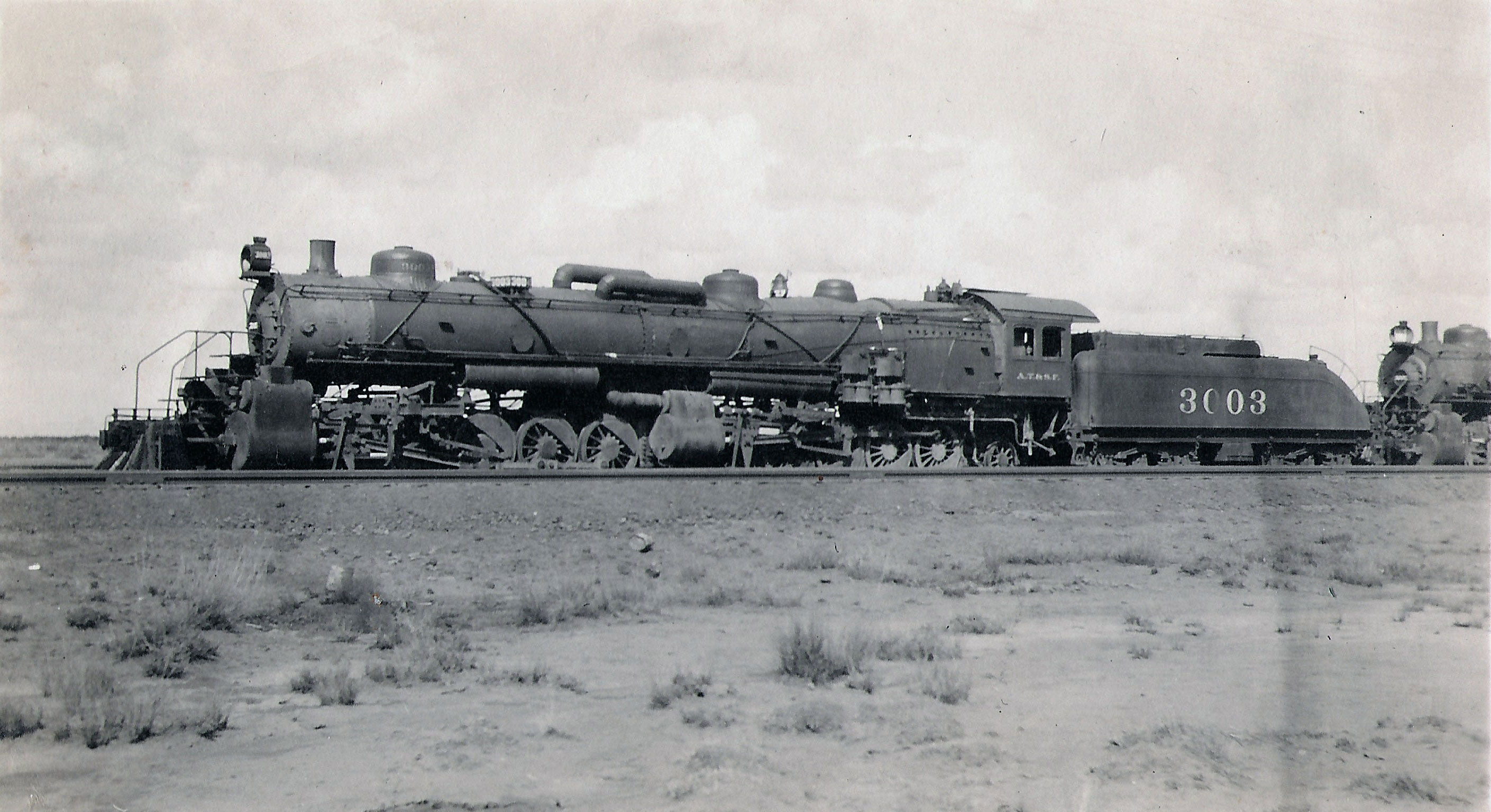
Una Mallet 2-10-10-2 en Winslow, Arizona, 1913-14

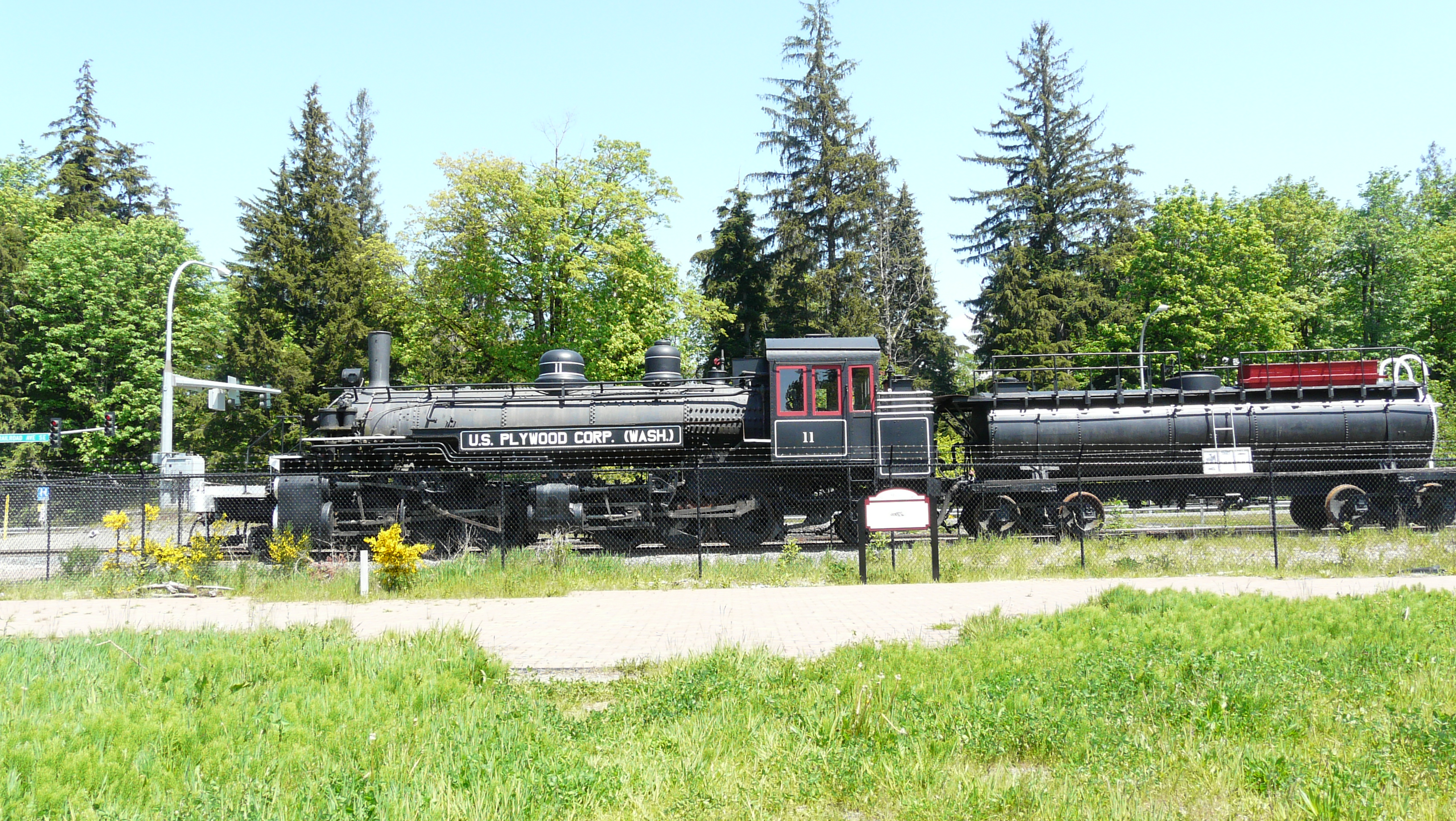
Una Mallet 2-6-6-2 en el Northwest Railway Museum en Snoqualmie, Washington

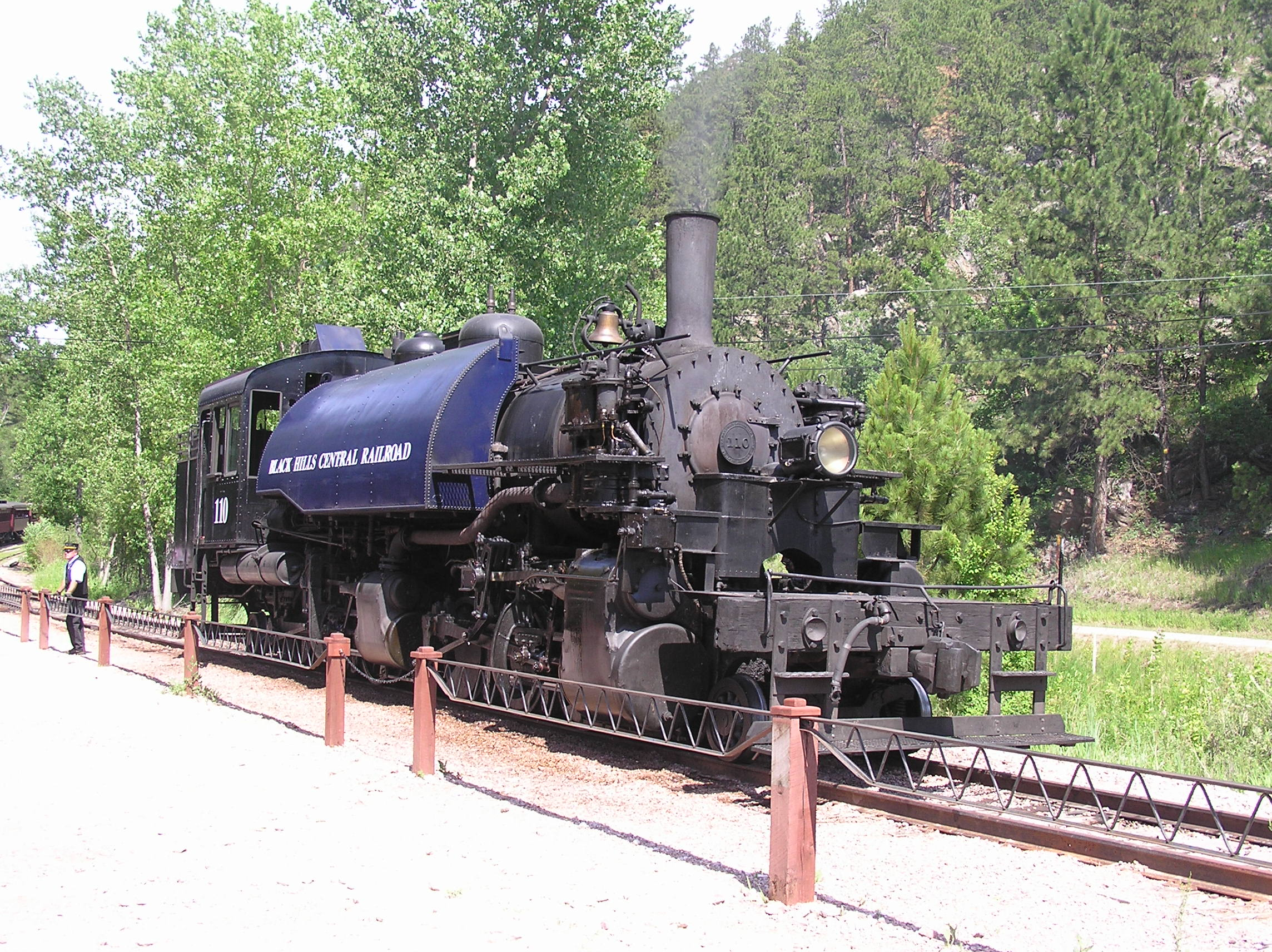
Una Mallet 2-6-6-2T

El diseño original de Mallet era una locomotora compuesta, en la que el vapor es usado dos veces, primero en un juego de cilindros de alta presión, y luego en un juego de cilindros de baja presión. Esto le confiere ciertas ventajas termodinámicas, y funcionaba bien con el diseño de Mallet. El vapor es alimentado desde el domo de vapor hacia los cilindros traseros de alta presión, y el escape de estos conduce a través de un caño con una junta giratoria hacia los cilindros delanteros, de baja presión. El escape de los grandes cilindros de baja presión se descarga a través de una rendija en el cojinete de deslizamiento, en la parte superior del bogie, y desde ahí a la caja de humos y a la chimenea. La diferencia de tamaño entre los cilindros de baja y alta presión puede verse en la foto de una Mallet 2-6-6-2 (en notación española 1-3-3-1).

## Expansión simple
La patente original de Mallet especificaba expansión compound. Sin embargo, muchas locomotoras, particularmente en Estados Unidos, fueron construidas con el diseño de articulación de Mallet pero sin emplear la expansión doble (por ejemplo, la Big Boy de Union Pacific). El término "Mallet" se aplica generalmente, si bien en forma no del todo correcta, a las locomotoras construidas con la articulación especificada en la patente. No obstante, en sentido estricto, solo las locomotoras de expansión compound son Mallet verdaderas.

## Tamaño
El diseño original de Mallet estaba pensado para permitir a las locomotoras de tamaño medio tomar las curvas cerradas de los ferrocarriles de trocha angosta, pero el diseño era particularmente atractivo para los ferrocarriles de EE. UU. porque permitía construir locomotoras de un tamaño imposible en máquinas de chasis único y rígido. Fueron introducidas en EE. UU. por el Ferrocarril de Baltimore y Ohio en 1904. La "Big Boy" 4-8-8-4 (en notación española 2-4-4-2) usada por el Union Pacific Railroad y la Allegheny 2-6-6-6 (1-3-3-3) del Ferrocarril de Chesapeake y Ohio son generalmente consideradas como las locomotoras de vapor más grandes del mundo; las 2-8-8-2 (1-4-4-1) clase Y6b del Norfolk and Western Railway pueden considerarse como el último desarrollo de verdaderas locomotoras Mallet compuestas. Estas máquinas fueron construidas durante la Segunda Guerra Mundial, y la última en 1952. Sin embargo, fuera América del Norte, el tipo Mallet fue reemplazado por la locomotora Garratt de mediados de la década de 1920.